# Буден (коммуна)
Бу́ден (швед. Bodens kommun) — коммуна на севере Швеции, в лене Норрботтен. Площадь — 4285,13 км². Население по данным на 2012 год составляет 27 636 чел. Административный центр — город Буден. Ближайший крупный город — Лулео, расположен в 35 км к юго-востоку от коммуны, на побережье Ботнического залива. Буден простирается почти на 100 км вдоль реки Лулеэльвен. Около 75 % площади покрывают леса.

## Динамика численности населения
- 1970 г. — 27 032 чел.
- 1975 г. — 27 815 чел.
- 1980 г. — 28 848 чел.
- 1985 г. — 29 029 чел.
- 1990 г. — 29 740 чел.
- 1995 г. — 30 153 чел.
- 2000 г. — 28 679 чел.
- 2005 г. — 28 176 чел.
- 2009 г. — 27 408 чел.

## Города-побратимы
- Алта, Норвегия
- Оулу, Финляндия
- Апатиты, Россия